# Ramon Aramon i Serra
Ramon Aramon i Serra (Barcelona, 8 de desembre de 1907 – Barcelona, 17 de juliol del 2000) fou un filòleg català, especialitzat en estudis medievals, que esdevingué president d'honor de l'Institut d'Estudis Catalans. De jove també va ser músic i compositor de sardanes.

## Biografia
Va néixer el 1907 a la ciutat de Barcelona, fill de Ramon Aramon i Dolors Serra. Va estudiar filosofia i lletres a la Universitat de Barcelona i es va doctorar a Madrid. Fou professor de llengua a l'Institut-Escola de la Generalitat de Catalunya i als Estudis Universitaris Catalans. Posteriorment fou alumne de Walther von Wartburg, Heinrich Kuen i de Wilhelm Friedmann, durant el curs 1930 – 1931 a Leipzig. Entre 1931 i 1933 s'establí a Berlín durant tres trimestres, on assistí a cursos d'Ernst Gamillscheg. Casat el 1935 amb Hilde Stein, que conegué a Alemanya, tingueren quatre fills: Carme, Núria, Pere i Jordi.
Va ser ajudant de Pompeu Fabra a la Universitat Autònoma de Barcelona, delegat de l'Institut d'Estudis Catalans (IEC) a la Unió Acadèmica Internacional, de la qual fou dues vegades vicepresident i nomenat president d'honor, el juny de 1989. Conjuntament amb Puig i Cadafalch va reorganitzar l'IEC i en fou secretari general entre 1942 i 1989. Fou, també, l'assessor lingüístic general en l'inici de la Gran Enciclopèdia Catalana.
Morí el 17 de juliol de l'any 2000 a la seva residència de Barcelona.

## Premis i reconeixements

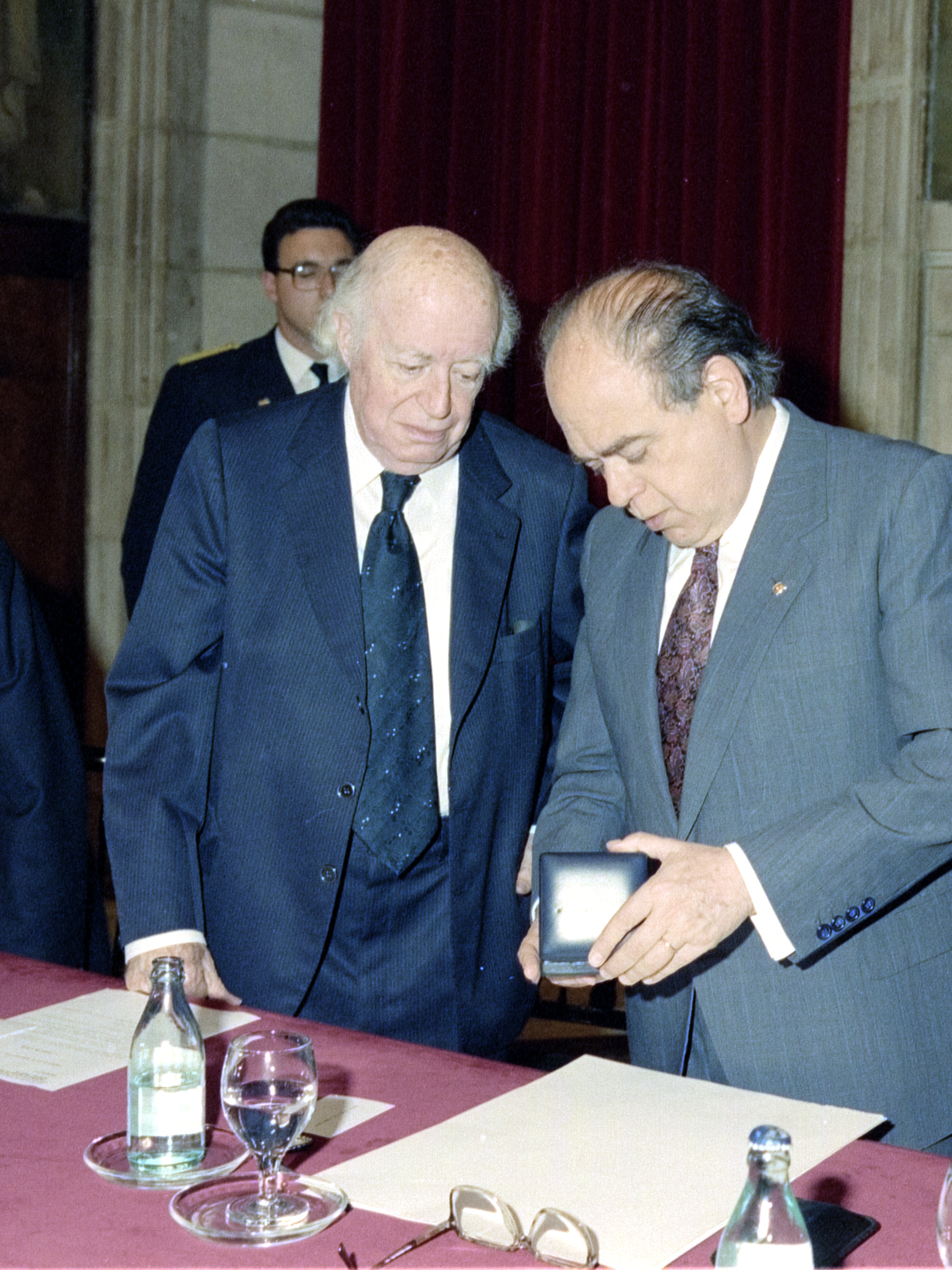
Ramon Aramon rebent la Medalla d'Or de la Generalitat de Catalunya.

Entre altres premis, obtingué el Premi Ramon Fuster atorgat pel Col·legi Oficial de Doctors i Llicenciats en Filosofia i Lletres i en Ciències de Catalunya el març de 1982; el Premi d'Honor de les Lletres Catalanes concedit per Òmnium Cultural el maig de 1983; la Creu de Sant Jordi rebuda el gener de 1982, i la Medalla d'Or de la Generalitat de Catalunya, el 1990. El 2015 s'inaugurà una plaça a Barcelona amb el seu nom.